# فاغارشاك هاروتيونيان
فاغارشاك فارانجي هاروتيونيان ((بالأرمنية: Վաղարշակ Վառնազի Հարությունյան) من مواليد 28 أبريل 1956)، عسكري وسياسي أرمني، يشغل حاليًا منصب سفير أرمينيا في روسيا. شغل سابقًا منصب وزير دفاع أرمينيا من 1999 إلى 2000 ومرة أخرى من 2020 إلى 2021.

## حياته
ولد هاروتيونيان في آخالكالاكي في جورجيا الاشتراكية السوفياتية (جورجيا اليوم)، وهي منطقة تسكنها أغلبية من الأرمن.

## الخدمة العسكرية
تخرج من المدرسة البحرية العليا لبحر قزوين عام 1978. شارك في الحرب السوفيتية الأفغانية من عام 1978 إلى عام 1989. تخرج هاروتيونيان من أكاديمية كوزنتسوف البحرية [الإنجليزية]
 والأكاديمية العسكرية في هيئة الأركان العامة للقوات المسلحة الروسية في عام 1991.

غير هاروتيونيان ولائه لأرمينيا قبل سقوط الاتحاد السوفياتي. في عام 1991 وفي منتصف حرب مرتفعات قره باغ الأولى عين هاروتيونيان نائبا لوزير الشؤون الداخلية ونائبا لرئيس لجنة الدفاع في أرمينيا. في عام 1992 أصبح نائب رئيس أركان القيادة العليا للقوات المسلحة لرابطة الدول المستقلة. كما اختير هاروتيونيان كممثل للقوات المسلحة الأرمينية في رابطة الدول المستقلة في عام 1994.